# 이현일 (축구 선수)
이현일(1994년 9월 13일 ~ )은 대한민국의 축구 선수이며 포지션은 공격수이다. 현재 김포 FC에서 활약하고 있다.